# Eesti Meremuuseum
Eesti Meremuuseum – estońskie Muzeum Morskie w Tallinnie, założone w 1935 roku. Obecnie w skład muzeum wchodzą dwie filie – Paks Margareeta i Lennusadam.

## Historia
Muzeum Morskie powstało z inicjatywy kapitana Madisa Mei, Evalda Pasta, A. Heinmaa, Augusta Gustavsona, Veeteede Valitsuse i Eduarda Avika. Zaczęli oni gromadzić eksponaty marynistyczne w latach dwudziestych XX wieku. W celu poszerzenia akcji 2 września 1931 nadano ogłoszenie w gazecie Päewaleht w którym apelowano o morskie antyki. Muzeum zostało powołane do życia 24 grudnia 1934 roku, na datę otwarcia wyznaczono 1 stycznia 1935, zaś na dyrektora wybrano Madisa Mei. Ceremonia otwarcia miała miejsce 23 lutego w obecności 360 ludzi, w tym starszego państwa – Konstantina Pätsa. Podczas okupacji radzieckiej zmarł Madis Mei, funkcja dyrektora została przekazana kapitanowi lodołamacza „Suur Tőll” Benjaminowi Valterowi. Mimo iż budynek muzeum został zniszczony w czasie wojny, eksponaty zostały uratowane.
Po wojnie muzeum weszło w skład Tallinna Linnamuuseum. Dopiero 18 sierpnia 1959 roku została wydzielona z niego morska filia, za którą odpowiedzialni byli Viktor Tõnissoo i Helge Peterson. Pełną niezależność pod nazwą Eesti Riiklik Meremuuseum  (Estońskie Narodowe Muzeum Morskie) odzyskało 1 lipca 1961 roku dzięki udanej ekspozycji „Estonia i morze”, dyrektorem został Ants Pärna. W związku z zaplanowaną na 1980 rok olimpiadą w Moskwie, w ramach której sporty konkurencje żeglarskie miały odbywać się w okolicach Tallinna, rozpoczęto remonty wielu budynków w mieście. Muzeum zamknięto 26 grudnia 1977 roku. Wkrótce polska firma Budimex rozpoczęła prace w siedzibie muzeum na ulicy Pikk 70, mające między innymi poszerzyć miejsce pod ekspozycję. Prace udało się zakończyć dopiero po igrzyskach, muzeum ponownie otwarto 27 kwietnia 1981.
Po odzyskaniu niepodległości w posiadanie muzeum trafił „Lembit” – okręt podwodny typu Kalev oraz lodołamacz „Suur Tőll”. W celu pozyskania odpowiedniego miejsca na ich stałą ekspozycje do muzeum włączono Lennusadam – Bazę Wodnosamolotów. Filia została otworzona 11 maja 2012 roku.

## Filie

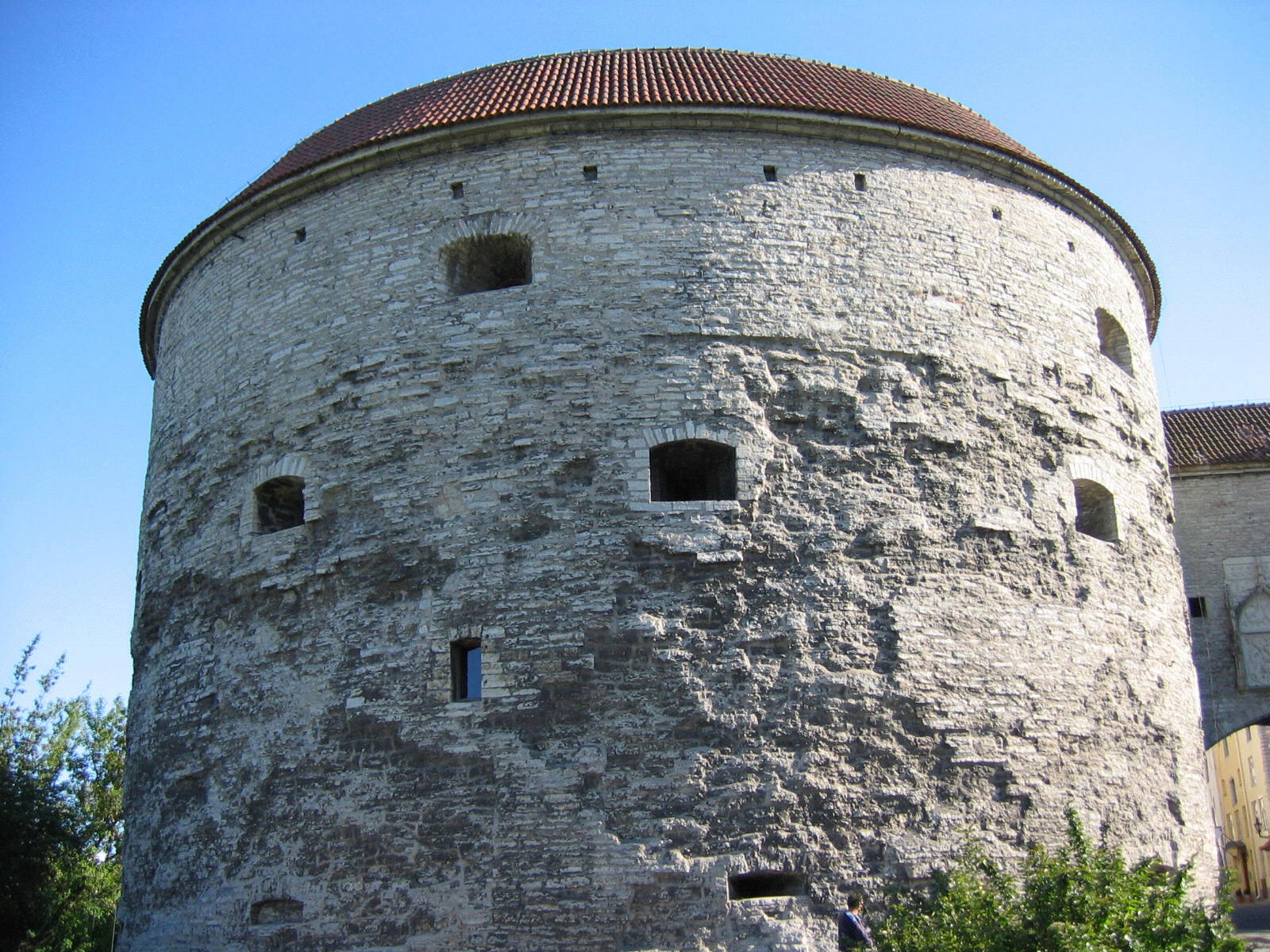
Paks Margareeta.

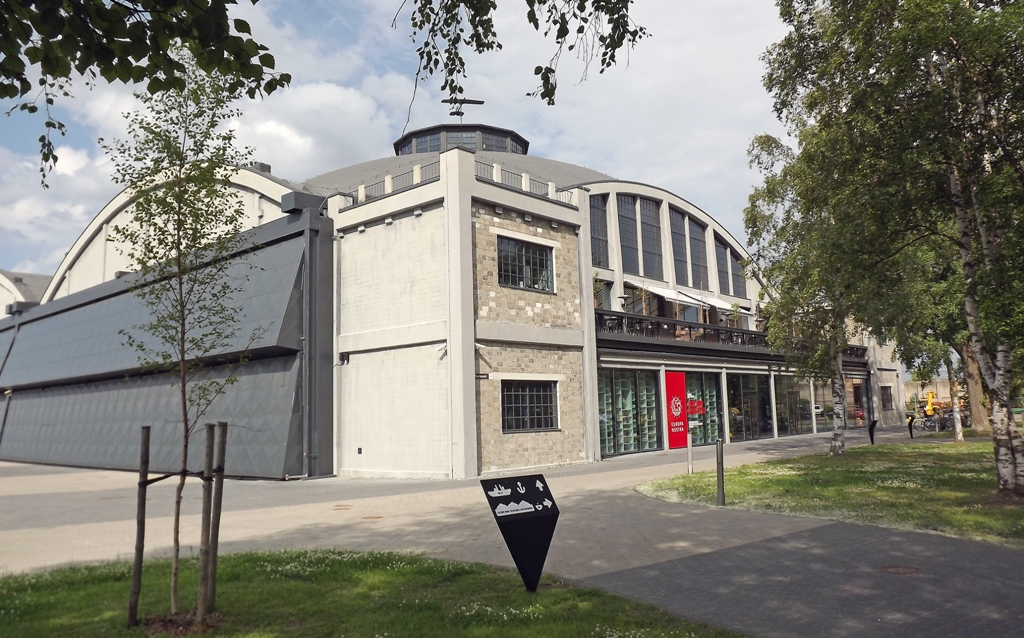
Lennusadam.

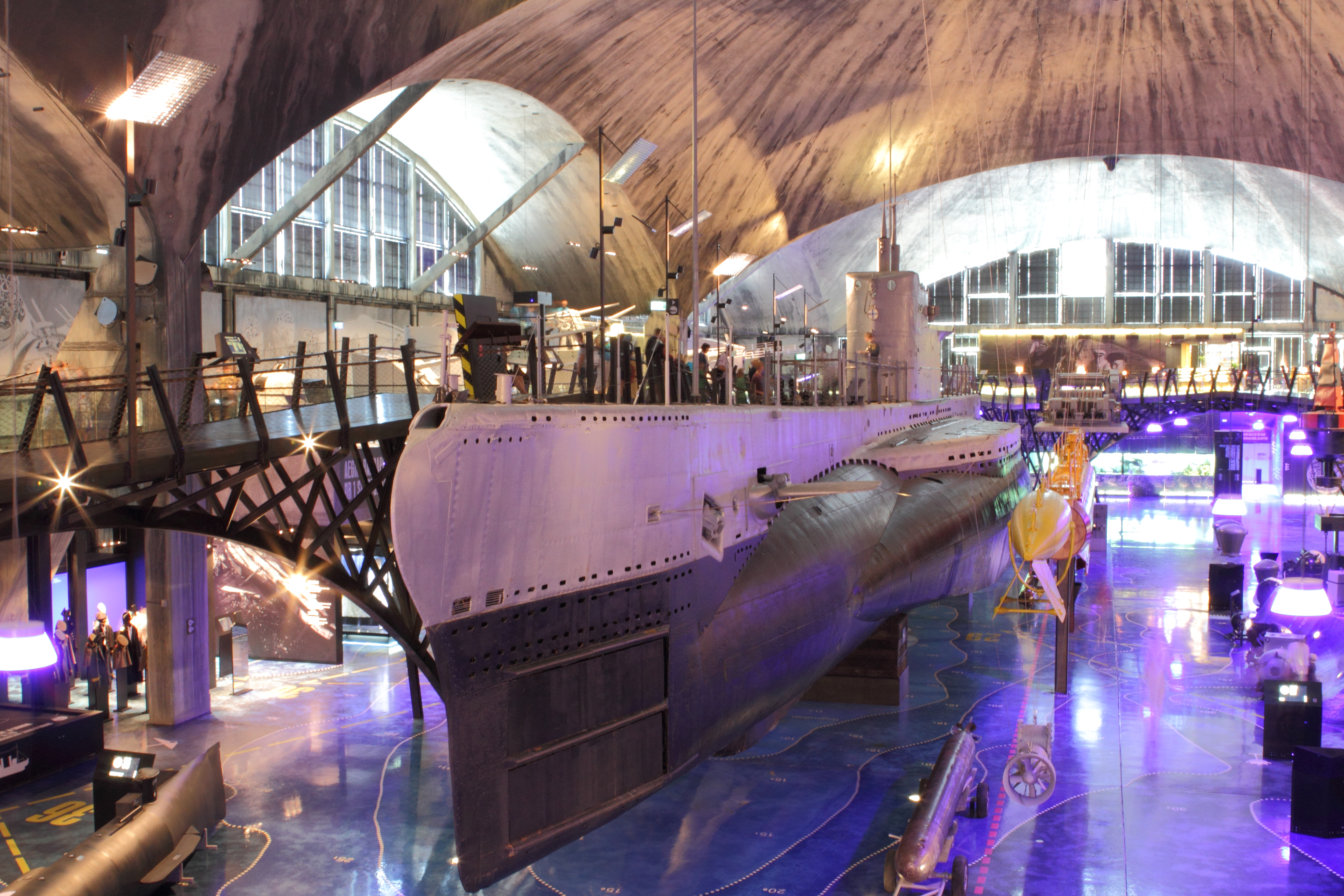
„Lembit” w hangarze Lennusadam.

### Paks Margareeta
Paks Margareeta (Gruba Małgorzata) została zbudowana w latach 1511–1530. Pochodzenie jej nazwy nie jest ustalone. Wieża wysoka na 20 metrów ma średnicę 25 metrów, z czego sama grubość murów dochodzi do 5 metrów po jednej stronie. Wieża była w przeszłości wykorzystywana jako magazyn prochu i broni oraz jako więzienie.

### Lennusadam
Lennusadam (Baza Wodnosamolotów) była budowana w latach 1916–1917 w celu wzmocnienia Twierdzy Morskiej Piotra Wielkiego. Została wykorzystana przez Niemców w pierwotnym celu, później przejęli ją Estończycy. W latach dwudziestych i trzydziestych znajdowały się tu obiekty rekreacyjne jednostki lotniczej. W 1940 roku baza przeszła w ręce radzieckie. Wojska rosyjskie opuściły ją w 1992 roku. W 2007 rozpoczął się proces odnowienia obiektu, który zakończył się w 2012 roku. Otwarcie filii nastąpiło 11 maja 2012 roku .